# Borås
Borås (pronuncia svedese [bʊˈroːs]) è una città della Svezia meridionale, situata nella contea di Västra Götaland e collocata nella provincia storica del Västergötland. È la città più popolosa della contea dopo Göteborg ed è il centro della municipalità omonima, che conta più di 100 000 abitanti.

## Geografia fisica
La città è situata nel centro-sud della Svezia, a circa metà strada fra le città di Göteborg (da cui dista poco più di 60 km) e di Jönköping.

## Storia
La città è nata ufficialmente nel 1621 per mano del re Gustavo II Adolfo, al fine di dare la possibilità ai venditori ambulanti locali di avere un luogo in cui vendere legalmente le loro merci. Nel corso degli anni gli scambi commerciali si sono intensificati, e di conseguenza anche la cittadina ha iniziato a popolarsi maggiormente. Un altro motivo per cui Borås è stata creata era il suo posizionamento, che poteva rivelarsi utile per scopi militari: all'epoca, infatti, la Svezia ad ovest aveva un solo sbocco sul mare, che consisteva in uno stretto corridoio all'estuario del fiume Göta älv dove oggi sorge Göteborg (fondata nello stesso anno di Borås).
Per quattro volte la città è stata devastata da incendi avvenuti rispettivamente nel 1681, 1727, 1822 e 1827. Il più antico edificio cittadino, la chiesa Caroli, è stato completato nel 1669 e non è stato distrutto dalle fiamme.

## Cultura
- Borås djurpark - Zoo cittadino.
- Borås kulturskola - Scuola giovanile d'arte.
- Borås kulturhus - Teatro, biblioteca, museo d'arte.
- Borås Tidning - Quotidiano locale.
- Hemvärnets Musikkår Borås - Banda della Guardia nazionale.
- Textilmuseet - Museo tessile.
- Åhaga - Edificio precedentemente adibito alla riparazione di locomotive, oggi rimodernato e utilizzato per conferenze e concerti.

## Economia
Lo stemma cittadino, due forbici taglia lana, rappresenta un omaggio all'artigianato locale: Borås infatti è nota per le sue industrie tessili. Nonostante al giorno d'oggi molti dei capi di abbigliamento siano importati dall'estero, le aziende continuano a curare qui le attività di progettazione e vendita. La città detiene il primato nazionale di aziende di vendita per corrispondenza.
Le industrie locali collaborano a stretto giro con l'università cittadina e con l'istituto nazionale di ricerca, controllato dallo Stato.

## Infrastrutture e trasporti
Borås è attraversata dalla strada statale 40, la quale collega Göteborg a Västervik da costa a costa. Altre strade sono le statali 41 (diretta a Varberg in direzione sud-ovest) e 27 (diretta a Karlskrona in direzione sud-est).
Il trasporto pubblico locale è composto da linee di autobus, che operano a livello cittadino e regionale. L'aeroporto più importante presente in zona è quello internazionale di Göteborg-Landvetter, dato che quello di Borås opera perlopiù con aeroclub o velivoli di servizio. Rilevante è anche il traffico ferroviario, per via della posizione della città.

## Amministrazione

### Gemellaggi
- Molde
- Mikkeli
- Vejle
- Espelkamp

## Sport

### Calcio
La squadra principale della città è l'Elfsborg. Nel corso della sua storia ha vinto 6 campionati svedesi (1936, 1939, 1940, 1961, 2006 e 2012) e due Coppe di Svezia. Disputa le proprie partite interne presso la Borås Arena.
In città è presente anche il Norrby, che ha un blasone minore avendo militato in Allsvenskan solo in un'occasione, nel 1955-1956.

### Altri sport
La locale squadra di hockey su ghiaccio, il Borås Hockey, noto fino al 2011 con il nome di Borås HC, non ha mai raggiunto la massima serie nazionale.
L'ex superstar NBA Magic Johnson all'età di 40 anni ha giocato brevemente con la canotta del Borås Basket, tra il 1999 e il 2000.